# 澳洲薄荷
澳洲薄荷（学名：Mentha australis），为薄荷属下的一种薄荷，它生长在澳洲的东部，具体分布在除西澳大利亚州以外的其他州和地区。